# Эрлоза
Эрлоза или гликозилсукроза — трисахарид, состоящий из одного остатка β-фруктозы и двух остатков α-глюкозы, последние, образуют молекулу α-мальтозы.
Эрлоза представляет собой твёрдое кристаллическое вещество, от белого до прозрачного цвета, без запаха, хорошо растворимое в воде (1400—1500 г/л). Встречается в двух различных гидратированных кристаллических формах, которые называются эрлоза I и эрлоза II. Эти две формы хотя и имеют внешнее сходство, их физические свойства различаются. Так, например, эрлоза I имеет более низкую температуру плавления, чем эрлоза II (эрлоза I — 80-80,5° С, эрлоза II — 136,5-137,0° С). Один моль гидратированной эрлозы содержит от 1 до 3 моль воды.
В природе эрлоза встречается в маточном молочке и мёде. Эрлоза по шкале сладости находится на одном уровне с сахарозой, но в отличие от неё, она в меньшей степени вызывает кариес, а также является низкокалорийным углеводом.